# Collebaccaro
Collebaccaro, talvolta indicato come Colle Baccaro, è una frazione di Contigliano, in provincia di Rieti. Si trova due chilometri a sud del comune, prima di San Filippo, e circa 7 km a ovest di Rieti.

## Geografia fisica
Collebaccaro sorge su un piccolo colle posto nella parte più settentrionale della valle del torrente Canera, nel punto dove la valle sfocia nella più ampia Piana Reatina.

## Storia
Nei pressi di Collebaccaro si trovava una villa appartenuta alla famiglia romana dei Cannei, dalla quale secondo alcuni avrebbe preso il nome la valle del Canera. La famiglia Cannei è citata anche in un'iscrizione della chiesa di San Valentino, situata nella stessa valle:
CANNEO . C . F . QVI . PVDENTI . MIL .

CON . IIII .

PR . VII - CANNEVS . C . F . QVI . PASTOR

IIII . VIR . TVR . DIC . A . P . MAG . IVV .

Q . R . P . PATRI DVLCISSIMO»
Il centro abitato ha origini medievali. Sembra che inizialmente il nome del paese fosse "Colle vaccaro" e che questo derivasse dalle molte vacche che il castellano di Poggio Fidoni possedeva e faceva pascolare nei dintorni.
Costituito come comune già all'interno della delegazione apostolica di Rieti, con l'unità d'Italia, il 18 marzo 1861 Collebaccaro fu confermato comune all'interno del circondario di Rieti. Il 1º giugno 1880 il comune fu soppresso, con il reale decreto n. 5366 del 21 marzo, e aggregato al comune di Contigliano.
Nel 1944 a Collebaccaro ebbe luogo un episodio di rappresaglia nazista, in cui morirono quattro civili.

## Monumenti e luoghi d'interesse
Ai piedi di Collebaccaro sorge Villa Battistini, residenza del baritono Mattia Battistini e luogo dove egli venne a mancare nel 1928. Nella villa si è oggi stabilita una sede distaccata del Conservatorio di Santa Cecilia di Roma.

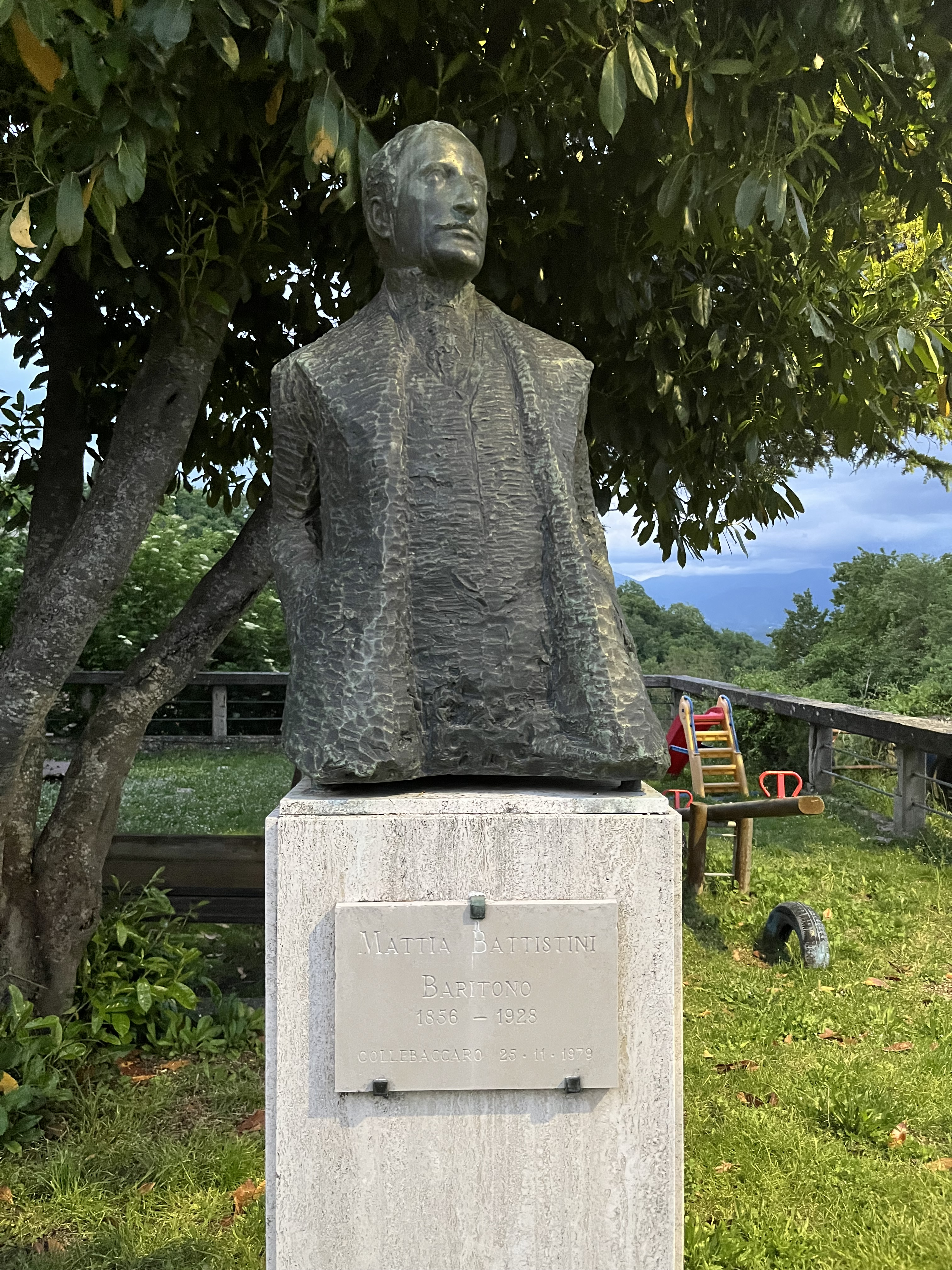
Busto di Mattia Battistini eretto nel 1979, nei giardini dell'ex scuola

## Società

### Evoluzione demografica
Secondo il censimento generale della popolazione e delle abitazioni del 2011, la popolazione di Collebaccaro ammontava a 96 abitanti, saliti poi a 164 nel 2021.

## Infrastrutture e trasporti
Ai piedi del colle dove sorge il paese scorre la strada provinciale n. 46 "Via Tancia", che percorre tutta la valle del Canera e collega l'abitato a Rieti e a Poggio Mirteto.
Lo svincolo "Contigliano" della superstrada Rieti-Terni dista quasi 4 km. La stazione ferroviaria più vicina è la stazione di Contigliano che dista 3,3 km.